# ロジャー・グローヴァー
ロジャー・グローヴァー（英語: Roger David Glover、1945年11月30日 - ）は、ウェールズ出身のベーシスト、キーボーディスト、音楽プロデューサー。身長175cm。
ハードロック・バンド「ディープ・パープル」のメンバーとして知られる。2016年、ディープ・パープル名義でロックの殿堂入り。

## 来歴

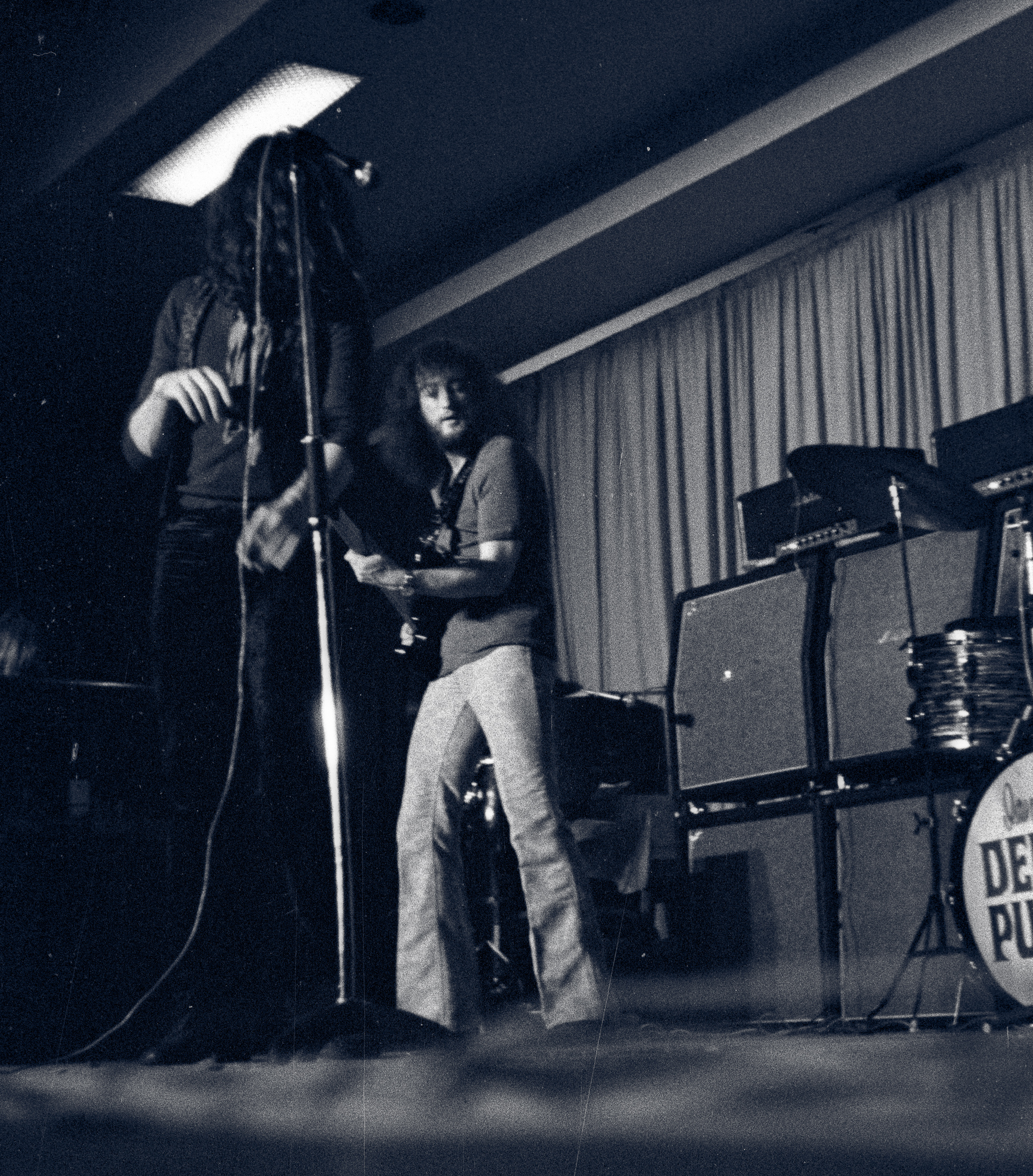
ディープ・パープル加入時期 (1970年)

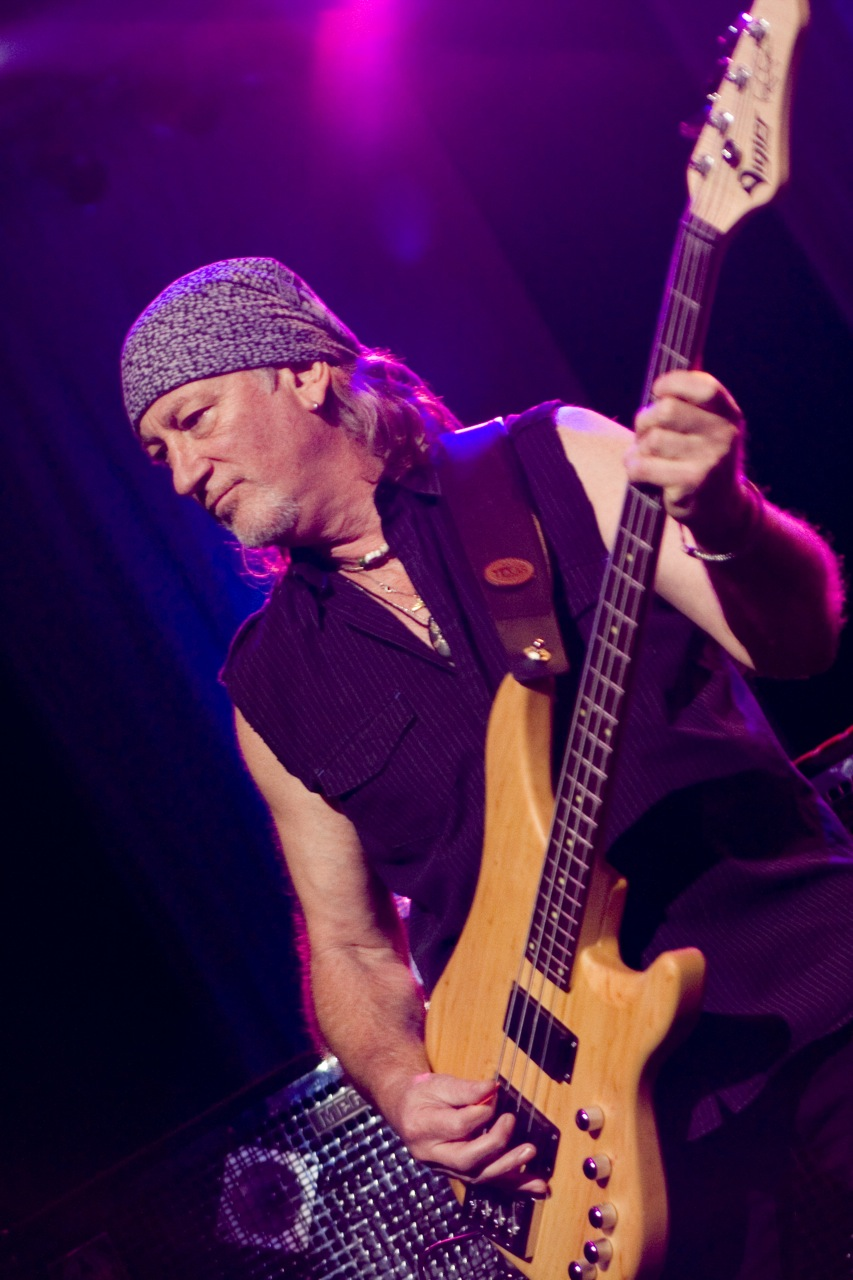
ディープ・パープル - ブラジル公演 (2009年)

1945年、サウス・ウェールズのブレコンで生まれる。本名ロジャー・デヴィッド・グローヴァー。9歳頃からピアノのレッスンを受け、10歳で家族と共にロンドンに移住。この頃からロック・ミュージックに興味を持ち、13歳でギターを始め、16歳の時に最初のベースである赤いホフナー・ソリッド・モデルを手にする。
いくつかのアマチュア・バンドを経て、1964年7月にエピソード・シックスに加入してプロ・デビューを果たす。エピソード・シックスは1965年5月にイアン・ギランを迎えて、シングル・レコードを数作発表したが、チャート入りには至らなかった。
1969年7月、リッチー・ブラックモアの誘いによりギランと共に第2期ディープ・パープルに加入し、黄金期の屋台骨として活躍。しかしメンバー同士の軋轢に巻き込まれ、1973年6月23日に始まった2度目の日本公演が終了した翌日の6月30日に、ギランと共に脱退した。
ディープ・パープルが設立したレコード会社「パープル・レコーズ (Purple Records) 」のスタッフとして、音楽プロデューサーの活動を始める。1970年代にはナザレス、エルフ、ステイタス・クォー、ジューダス・プリースト、デイヴィッド・カヴァデール、イアン・ギランなどのアルバムを手がけた。
1974年11月に初のソロ・アルバム『バタフライ・ボール』を発表。翌年の10月16日にロンドンのロイヤル・アルバート・ホールにて公演が行なわれ、その映像は後にDVDとして発表された。1978年4月、2作目のソロ・アルバムとして壮大なインストゥルメンタル組曲『エレメンツ』を発表。
1979年、ブラックモアの誘いによりレインボーに参加して、ベーシスト、作詞家、プロデューサーとして貢献。
1984年4月、ディープ・パープルが第2期メンバーによって再結成され、グローヴァーも参加。彼は2023年現在も、ギラン、イアン・ペイスと共に在籍して活動している。
2006年、ドリーム・シアターがディープ・パープルのライブ・カヴァー・アルバムを発表した際にはプロデューサーとしてこれに関与した。
2014年、これまでの音楽の功績を称えられ、故郷にあるサウス・ウェールズ大学から名誉フェローを授与された。

## 使用機材
かつてはフェンダー・プレシジョン・ベース、リッケンバッカー社の4001モデル、ギブソン・サンダーバード、ピーヴィー等を駆使していた。近年はフランスのヴィジェ (Vigier Guitars)社によるシグネイチャーモデルを使用。

## ディスコグラフィ

### ソロ・アルバム
- 『バタフライ・ボール』 - The Butterfly Ball and the Grasshopper's Feast (1974年)
- 『エレメンツ』 - Elements (1978年)
- 『マスク』 - Mask (1984年)
- Snapshot (2002年)
- If Life Was Easy (2011年)

### ギラン & グローヴァー
- 『アクシデンタリー・オン・パーパス』 - Accidentally on Purpose (1988年)

## プロデュース作品
※アルファベット順
Barbi Benton
- Ain't That Just the Way (1978年)

デイヴィッド・カヴァデール
- 『ホワイトスネイク』 - White Snake (1977年)
- 『嵐の叫び』 - Northwinds (1978年)

ディープ・パープル
- 『パーフェクト・ストレンジャーズ』 - Perfect Strangers (1984年)
- 『ハウス・オブ・ブルー・ライト』 - The House of Blue Light (1987年)
- 『ノーバディーズ・パーフェクト』 - Nobody's Perfect (1988年)
- 『スレイヴス・アンド・マスターズ』 - Slaves and Masters (1990年)
- 『紫の聖戦』 - The Battle Rages On (1993年)
- 『紫の証』 - Purpendicular (1996年)
- 『アバンダン』 - Abandon (1998年)

エディ・ハーディン
- Hardin & York with Charlie McCracken (1974年)
- 『ユー・キャント・ティーチ・アン・オールド・ドッグ・ニュー・トリックス』 - You Can't Teach an Old Dog New Tricks (1977年)

エルフ
- 『エルフ』 - Elf (1972年)
- 『キャロライナ・カウンティ・ボール』 - Carolina County Ball (1974年)
- 『バーン・ザ・サン』 - Trying to Burn the Sun (1975年)

ジリアン・グローヴァー
- Red Handed (2007年)[注釈 5]

グランド・セフト
- 『ハヴ・ユー・シーン・ジス・バンド』 - Have You Seen This Band? (1978年)

イアン・ギラン・バンド
- 『チャイルド・イン・タイム』 - Child in Time (1976年)

Joe Breen
- More Than Meets The Eye (1978年)

ジューダス・プリースト
- 『背信の門』 - Sin After Sin (1976年)

マイケル・シェンカー・グループ
- 『神 (帰ってきたフライング・アロウ)』 - The Michael Schenker Group (1980年)

ナザレス
- 『ラザマナズ』 - Razamanaz (1973年)
- 『威光そして栄誉』 - Loud 'n' Proud (1974年)
- 『競獅子』 - Rampant (1974年)

プリティ・メイズ
- 『ジャンプ・ザ・ガン』 - Jump the Gun (1980年)

レインボー
- 『ダウン・トゥ・アース』 - Down To Earth (1980年)
- 『アイ・サレンダー』 - Difficult To Cure (1981年)
- 『闇からの一撃』 - Straight Between The Eyes (1982年)
- 『ストリート・オブ・ドリームス』 - Bent Out Of Shape (1983年)
- 『ファイナル・ヴァイナル』 - Finyl Vinyl (1986年)

ロリー・ギャラガー
- 『コーリング・カード』 - Calling Card (1976年)

ルパート・ハイン
- 『ピック・アップ・ア・ボーン』 - Pick Up a Bone (1971年)

スペンサー・デイヴィス・グループ
- 『リヴィング・イン・ア・バック・ストリート』 - Living In A Back Street (1974年)

ストラップス
- 『貴婦人たちの午后』 - Strapps (1976年)
- 『シークレット・ダメージ』 - Secret Damage (1977年)

Young & Moody
- Young & Moody (1977年)